# William de Beaumont, III conte di Warwick
William de Beaumont (1140 – Palestina, 15 novembre 1184) fu un  di origine normanna e terzo conte di Warwick.

## Biografia
Era figlio di Roger de Beaumont, II conte di Warwick e di Gundred de Warenne.
Nacque prima del 1140 e fu il primogenito dei conti di Warwick.
Ereditò giovanissimo la contea alla morte del padre nel 1153.
Sono poche le notizie al suo riguardo. Ebbe due mogli: sposò dapprima Marjorie d'Eyvil , figlia di John d'Eyvil, e poi Matilde de Percy, figlia di William de Percy di Topklifa, nel Yorkshire. Da entrambe le mogli non ebbe figli.
Morì durante una crociata il 15 novembre 1184. Essendo morto senza figli il titolo passò a suo fratello Waleran.